# Simultandarstellung

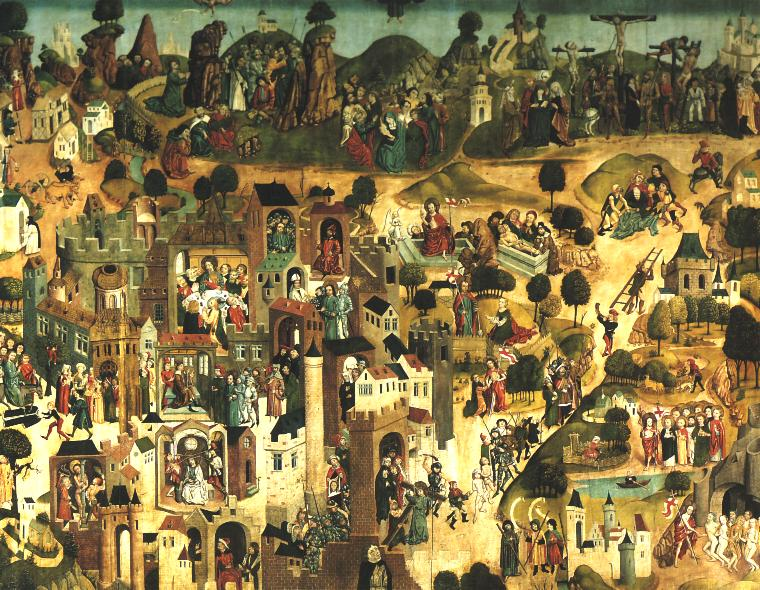
Simultandarstellung der Passion Christi, 1480/90

Eine Simultandarstellung ist eine in der Bildenden Kunst anachronistische Wiedergabe zeitlich oder räumlich eigentlich nicht übereinstimmender Ereignisse auf derselben Darstellung.

## Mittelalter
Im Mittelalter waren Simultandarstellungen häufig und entstanden analog zur Raum- und Zeitkonzeption der Simultanbühne. Ein Beispiel für eine Spätform des mittelalterlichen Simultanbildes ist „Die Gerechtigkeit Ottos III“ von Dierick Bouts. Es zeigt die Frau Ottos III., die aus Rache einen Grafen falsch beschuldigt hatte, der dann vom König hingerichtet wurde. Von der Gattin des Grafen erfährt der König von dessen Unschuld. Die Gattin unterwirft sich der Feuerprobe, besteht diese, sodass Otto III. schließlich die Falschbeschuldigung seiner Ehefrau erkennt und diese hinrichten lässt. Alle Teile der Erzählung sind innerhalb eines Bildes zu sehen, die Figuren sind dafür mehrfach abgebildet.

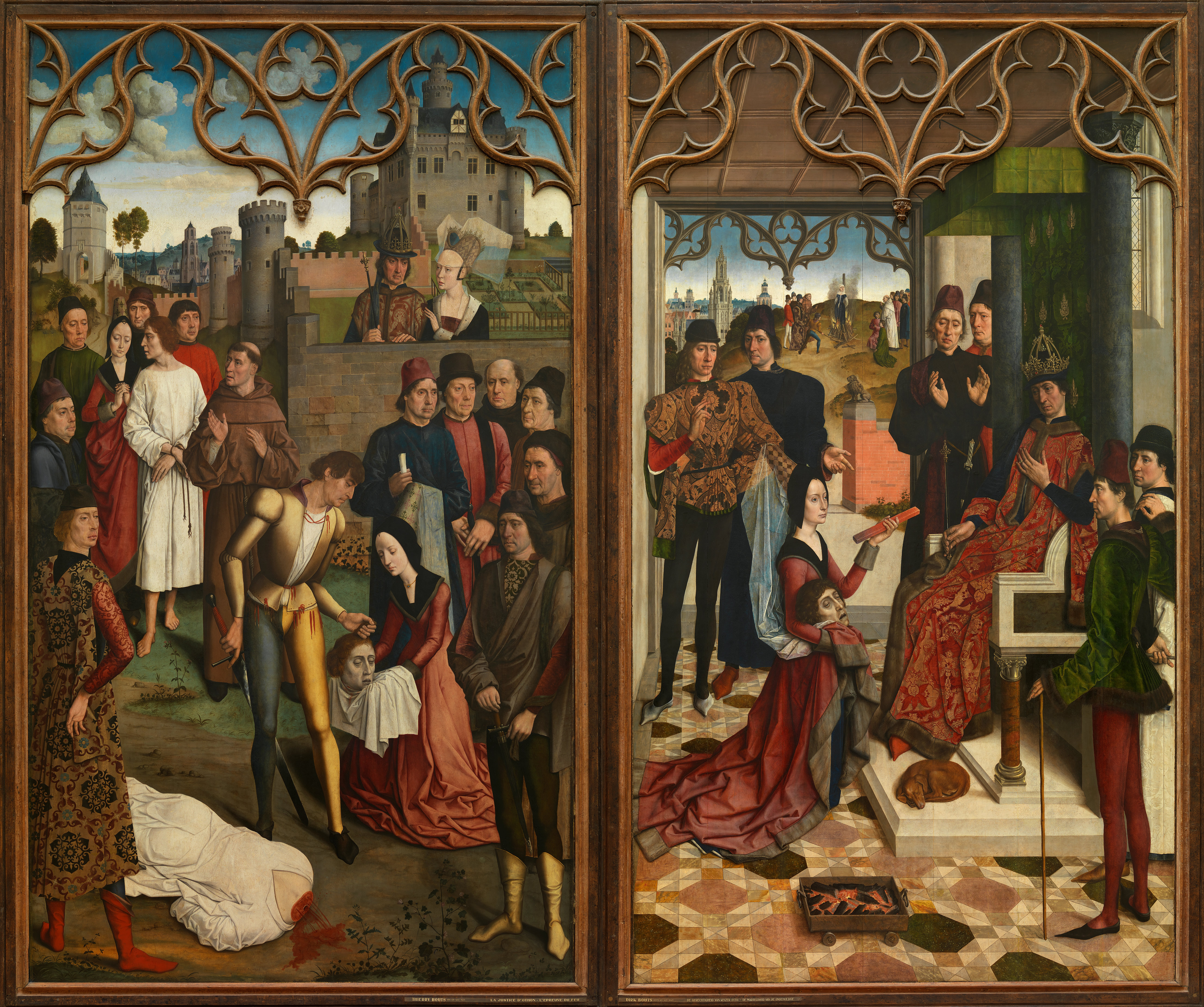
Dierick Bouts „Die Gerechtigkeit Ottos III“

## Kubismus und Futurismus

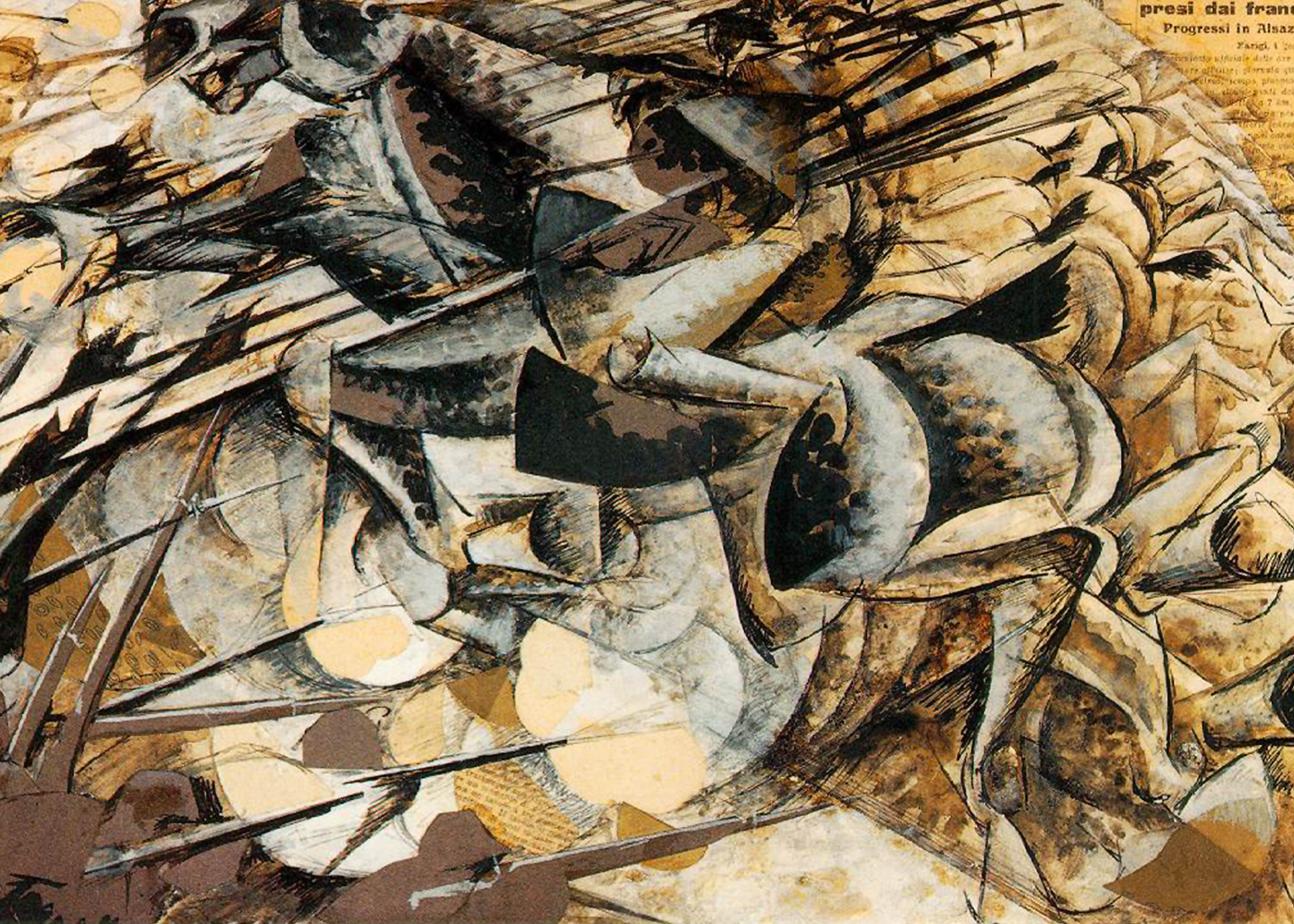
Boccioni, Charge of the Lancers, 1915, Privatsammlung Milano

Im Kubismus und im Futurismus ist die Simultaneität die oft verwendete Technik, mehrere Ansichten eines Objektes auf die Bildfläche zu projizieren.
Umberto Boccioni beispielsweise, der Begründer des Futurismus in Italien, stellt ganze Bewegungsabläufe auf einem Bild dar.